# Лоренц, Вильям
Вильям Э. Лоренц (фр. William H. Laurentz; 26 февраля 1895, Париж — 7 марта 1922, там же) — французский теннисист-любитель, победитель чемпионата мира на твёрдых кортах 1920 года и чемпионата мира на крытых кортах 1921 года.

## Биография
Вильям Лоренц, родившийся в 1895 году в семье выходцев из Бельгии, уже в 1910 году дошёл до полуфинала чемпионата Франции, в те годы разыгрывавшегося только между гражданами этой страны и игроками местных клубов. На следующий год он привлёк к себе внимание, обыграв на международном чемпионате Франции на крытых кортах одного из сильнейших теннисистов мира Энтони Уайлдинга. В июне 1912 года 17-летний Лоренц стал чемпионом Франции в смешанном парном разряде, а в следующем месяце дебютировал в составе сборной страны в Международном кубке вызова (в будущем известном как Кубок Дэвиса).
В 1913 году Лоренц вторично выиграл чемпионат Франции в смешанных парах. В этом же году, однако, он получил тяжёлую травму, оказавшую влияние на его дальнейшую судьбу: в одном из матчей ему в левый глаз попал мяч, вызвав отслоение сетчатки. Несмотря на усилия врачей, зрение Лоренца после этого так полностью и не восстановилось. Вернувшись на корт после Первой мировой войны, он компенсировал эту проблему агрессивной игрой по всему корту, бросаясь на каждый мяч и активно выходя к сетке. В 1919 году он помог сборной Франции дойти до финала турнира претендентов в Международном кубке вызова, одержав две победы в матче с бельгийцами, и дошёл до финала проводившегося в Париже чемпионата мира на твёрдых кортах в миксте. На следующий год Лоренц стал победителем чемпионата мира на твёрдых кортах во всех трёх разрядах, в одиночном победив в финале своего соотечественника Андре Гобера, в мужском парном завоевав титул вместе с ним, а в миксте — с Жерменой Голдинг. В 1921 году он добавил к списку своих титулов победу в одиночном разряде на чемпионате мира на крытых кортах в Копенгагене и второе звание чемпиона мира на твёрдых кортах в мужском парном разряде. Он также выиграл в этом разряде чемпионат Франции. В 1919 и 1920 годах английская Daily Telegraph, ежегодно публиковавшая список десяти сильнейших теннисистов мира, включала в него и Лоренца, соответственно на 10-м и 8-м местах.
Постоянные предельные усилия на корте рано истощили организм Лоренца. В попытке поддержать тонус он начал прибегать к стимулирующим средствам, которые подорвали его здоровье ещё сильней. В начале 1922 года, находясь в Санкт-Морице на чемпионате мира на крытых кортах, Лоренц застудил лёгкие и прожил после этого всего несколько дней. Он умер в начале марта 1922 года, в возрасте 27 лет.

## Стиль игры
В своей книге «Искусство лаун-тенниса» Билл Тилден называл Лоренца блестящим, но нестабильным игроком. Он очень быстро передвигался по корту, хорошо предвидя ходы соперников, и был особенно эффективен в роли догоняющего; отличные игровые инстинкты сочетались у него с отсутствием чётких стратегических планов, что позволяло ему обыгрывать сильнейших соперников и проигрывать безвестным. По словам Тилдена, Лоренц использовал несколько разных способов подачи, все достаточно хорошо, хотя предпочитал «американскую» крученую подачу. Тилден писал, что Лоренц, обладавший большим игровым арсеналом, играл хорошо как открытой, так и закрытой ракеткой, а также сверху. Игра Лоренца у сетки, по мнению Тилдена, была яркой, но изобиловала ошибками: он мог блестяще сыграть в одном розыгрыше мяча и грубо и необъяснимо ошибиться в следующем.